# سنسی-ل-دیژن
سنسی-ل-دیژن (به فرانسوی: Sennecey-lès-Dijon) یک کمون در فرانسه با جمعیت ۲٬۲۵۴ نفر است که در Canton of Dijon-2 واقع شده‌است.